# عبد الله يعقوب بشارة
عبد الله يعقوب بشارة (مواليد 6 نوفمبر 1936) سياسي كويتي، تولّى منصب أمين عام مجلس التعاون لدول الخليج العربي في الفترة من عام 1981 حتى عام 1993.

## التعليم
تخرج في كلية الآداب جامعة القاهرة عام 1959. التحق بجامعة أوكسفورد في الفترة من عام 1961 إلى عام 1962. وتلقى دراسات في الدبلوماسية والعلاقات الخارجية في الولايات المتحدة الأمريكية، حصل بعدها على درجة الماجستير في العلوم السياسية عام 1973.

## العمل والمناصب
- تولى منصب سكرتير ثان للشؤون السياسية في سفارة الكويت في تونس.
- عمل ممثلاً دائمًا للكويت في الأمم المتحدة لمدة 10 سنوات في الفترة من عام 1971 إلى عام 1981.
- انتخب رئيساً لمجلس الأمن أثناء دورة بلاده في فبراير عام 1979.
- تولى منصب سفير الكويت في البرازيل والأرجنتين.
- عمل مديراً لوزارة الخارجية الكويتية.
- اختير عام 1997 رئيساً للهيئة الاستشارية للمجلس الأعلى لدول مجلس التعاون الخليجي.
- في عام 1999 أسس بشارة المركز الدبلوماسي للدراسات الاستراتيجية.[2]

## مؤلفاته
- (عبد الله بشارة: بين الملوك والشيوخ والسلاطين).[3] صدر عام 2004. يحوي الكتاب  على أكثر من سبعمائة صفحة يستعرض فيها «المحطات التي مر بها نشوء المجلس، والصعوبات الذاتية والموضوعية التي كانت تقف حجر عثرة أمام إنشائه، ثم يستعرض المراحل التي مر بها طيلة اثني عشر عاما على لسان وبقلم شاهد عيان قريب من الأحداث وتطوراتها».[4]

- (عامان في مجلس الأمن).[5]